# Nucula tumidula
Nucula tumidula ist eine Muschel-Art aus der Familie der Nussmuscheln (Nuculidae).

## Merkmale
Das gleichklappige, mäßig aufgeblähte Gehäuse ist im Umriss gerundet dreieckig; die maximale Länge beträgt sieben Millimeter. Es ist geringfügig länger als hoch, die Höhe erreicht etwa 85 % der Länge. Die Dicke des Gehäuses (beide Klappen) beträgt etwa zwei Drittel der Gehäusehöhe. Der Wirbel liegt hinter der Mitte bei etwa zwei Drittel bis drei Viertel vom Vorderende aus gerechnet. Der Wirbel ist eher flach und wenig prominent. Der vordere Dorsalrand ist lang, mäßig konvex gewölbt und fällt mäßig steil ab. Das vordere Ende ist sehr leicht gewinkelt bzw. die Wölbung ist am Übergang zum Ventralrand leicht gebrochen. Der hintere Dorsalrand ist gerade, der Übergang zum Ventralrand ist gewinkelt. Vorder- und Hinterende sind eng gerundet. Der Ventralrand ist tief gerundet. Die lanzettförmige Lunula ist nicht erhaben, und die Ränder sind nur undeutlich. Die Area ist herzförmig, leicht vorstehend, besitzt aber ebenfalls nur undeutliche Ränder.
Das taxodonte Schloss bzw. Schlossplatte ist winklig abgeknickt und hat einen vorderen und einen hinteren Abschnitt. Im vorderen Abschnitt sitzen 11 bis 14 Zähne, im hinteren Abschnitt fünf bis sieben Zähne. Die Zähne sind lang und zugespitzt, und sie ragen über die die Spitze des Resilifer hinaus. Das interne, Ligament ist opisthodetisch und sitzt in einem gut ausgebildeten, gerundet-dreieckigen Resilifer. Ein extern gelegenes Ligament sitzt vor den Wirbeln; es ist dünn und kaum sichtbar. 
Die Ornamentierung besteht aus zahlreichen, sehr feinen, radialen Linien oder feinen Rippchen. Sie kreuzen sich mit eng, aber in unregelmäßigen Abständen stehenden, konzentrischen Anwachsstreifen, die zum Rand hin deutlicher werden. Der innere Gehäuserand ist gezähnelt, die feinen Zähnelung entspricht den Enden der feinen radialen Rippchen. Das Periostracum ist glatt und hat eine schwach glänzende Oberfläche. Es ist graugrün bis olivgrün gefärbt. Die feste Schale ist weißlich und weißgrau, innen perlmuttfarben. An den Wirbeln sind Periostracum und Schale ankorrodiert.
Die Mantellinie ist ganzrandig und weist keine Einbuchtung auf. Die beiden im Querschnitt eiförmigen Schließmuskeln sind und etwa gleich groß.

## Geographische Verbreitung und Lebensraum
Das Verbreitungsgebiet der Art reicht im östlichen Nordatlantik von Norwegen südwärts bis ins Mittelmeer. Sie lebt auf schlammigen Böden von etwa 37 Meter Wassertiefe bis in etwa 2650 Meter Tiefe. Das Hauptvorkommen liegt jedoch von 500 Meter abwärts bis ins Bathyal.

## Taxonomie
Das Taxon wurde 1861 von August Wilhelm Malm bereits in der Kombination Nucula tumidula aufgestellt. Das World Register of Marine Species verzeichnet zwei Synonyme: Nucula pumila Sars, 1851 und Nucula umbonata Seguenza, 1876.

## Belege

### Online
- Marine Bivalve Shells of the British Isles: Nucula tumidula Malm, 1861 (Website des National Museum Wales, Department of Natural Sciences, Cardiff)